# Portico di Caserta
Portico di Caserta é uma comuna italiana da região da Campania, província de Caserta, com cerca de 6.725 habitantes. Estende-se por uma área de 1 km², tendo uma densidade populacional de 6725 hab/km². Faz fronteira com Capodrise, Macerata Campania, Marcianise, Recale.

## Demografia
| Variação demográfica do município entre 1861 e 2011                               |
|                                                                                   |
| Fonte: Istituto Nazionale di Statistica (ISTAT) - Elaboração gráfica da Wikipedia |